# كريستيان ألفاريز (لاعب كرة قدم تشيلي)
كريستيان ألفاريز (بالإسبانية: Cristián Andrés Álvarez)‏ هو لاعب كرة قدم تشيلي في مركز الدفاع، ولد في 20 يناير 1980 في كوريكو في تشيلي. شارك مع منتخب تشيلي لكرة القدم. أما مع النوادي، فقد لعب مع بيتار القدس وريفر بليت ونادي أونيفرسيداد كاتوليكا ونادي تشياباس ونادي يونيفرسيتاريو.

## وصلات خارجية
- كريستيان ألفاريز على موقع قاعدة بيانات كرة القدم.إي يو (الإنجليزية)
- كريستيان ألفاريز على موقع ناشيونال فوتبول تيمز (الإنجليزية)
- كريستيان ألفاريز على موقع Soccerbase.com (لاعب) (الإنجليزية)
- كريستيان ألفاريز على موقع Soccerway.com (الإنجليزية)
- كريستيان ألفاريز على موقع أوليمبيديا (الإنجليزية)
- كريستيان ألفاريز على موقع AS.com (الإسبانية)